# Hypopomidae
A Hypopomidae a csontos halak (Osteichthyes) főosztályának sugarasúszójú halak (Actinopterygii) osztályába és a elektromoskéshal-alakúak (Gymnotiformes)  rendjében tartozó család.

## Rendszerezés
A családba az alábbi 13 nem és 46 faj tartozik.
- Brachyhypopomus (Mago-Leccia, 1994) – 7 faj
  - Brachyhypopomus beebei
  - Brachyhypopomus brevirostris
  - Brachyhypopomus diazi
  - Brachyhypopomus janeiroensis
  - Brachyhypopomus jureiae
  - Brachyhypopomus occidentalis
  - Brachyhypopomus pinnicaudatus
- Hypopomus (Gill, 1864) – 1 faj
  - Hypopomus artedi
- Hypopygus (Hoedeman, 1962) – 2 faj
  - Hypopygus lepturus
  - Hypopygus neblinae
- Microsternarchus (Fernández-Yépez, 1968) – 1 faj
  - Microsternarchus bilineatus
- Racenisia (Mago-Leccia, 1994) – 1 faj
  - Racenisia fimbriipinna
- Steatogenys (Boulenger, 1898) – 3 faj
  - Steatogenys duidae
  - Steatogenys elegans
  - Steatogenys ocellatus
- Stegostenopos (Triques, 1997) – 1 faj
  - Stegostenopos cryptogenes